# Friedrich Ludwig von Hallwyl
Friedrich Ludwig von Hallwyl (auch: Hallweil, * 7. Juli 1644 in Liestal; † 17. Juni 1684 bei Gran) war zuletzt Schweizer Generalmajor in kaiserlichen Diensten.

## Herkunft
Seine Eltern waren Friedrich Georg von Hallwyl († 1670) und dessen Ehefrau Maria von Flachsland.

## Leben
Er stand schon in jungen Jahren in französischen und deutschen Diensten. 1664 nahm er am Feldzug gegen die Türken teil und gehörte ab 1668 zur Leibgarde des Herzogs von Württemberg. Im Jahr 1672 überfiel der französische König Ludwig XIV. die Niederlande und löste den Holländischen Krieg aus. Hallwyl befand sich beim französischen König und war ab 1673 in der französischen Garde. Er wurde 1675 dann Obristwachtmeister im Regiment des Herzogs Friedrich Karl von Württemberg und wurde vom Markgrafen Friedrich von Baden-Durlach für verschiedene Gesandtschaften verwendet. Er zeichnete sich bei der Belagerung von Philippsburg aus und wurde infolgedessen zum Oberstleutnant ernannt. 1677 kämpfte er im Elsass und Breisgau. Im Gefecht bei Offenbach wurde er dabei schwer verwundet. Nach dem Frieden von Nimwegen am 26. Januar 1679 wurde zum Obervogt der württembergischen Stadt Marbach ernannt. Er blieb hier offiziell drei Jahre. Aber schon 1680 begann er das Kürassier-Regiment Hallwyl zu errichten. Als Regimentskommandeur im Range eines Generalmajors (ab 1683) kämpfte er mit der deutsch Reichsarmee beim Entsatz von Wien. 1684 erfolgte der österreichische Gegenstoß und es gelang die Festung Gran zu erobern. Am 13. Juni zog die Armee gegen Visegrad was am 18. Juni fiel. Die Geschütze sowie weiteres Kriegsmaterial wurden in Gran zurückgelassen und der Generalmajor Hallwyl mit deren Bewachung beauftragt. Am 17. Juni 1684 überfielen die Türken Gran. Hallwyl gelang es die Angreifer zurück zuschalten. Er verlor dabei ca. 50 Mann und wurde auch tödlich verwundet.

## Familie
1671 erbte er das Schloss Hallwyl und die Hälfte der Stammgüter, aber schon 1683 verkaufte er Schloss und Güter an seinen Schwager Jakob Christoph von Hallwyl. Er heiratete 1671 Anna Katharina von Schlammersdorf. Das Paar hatte einen Sohn:
- Ludwig Friedrich († 1711), kaiserlicher Oberst, letzter dieser Linie